# Stan Ockers

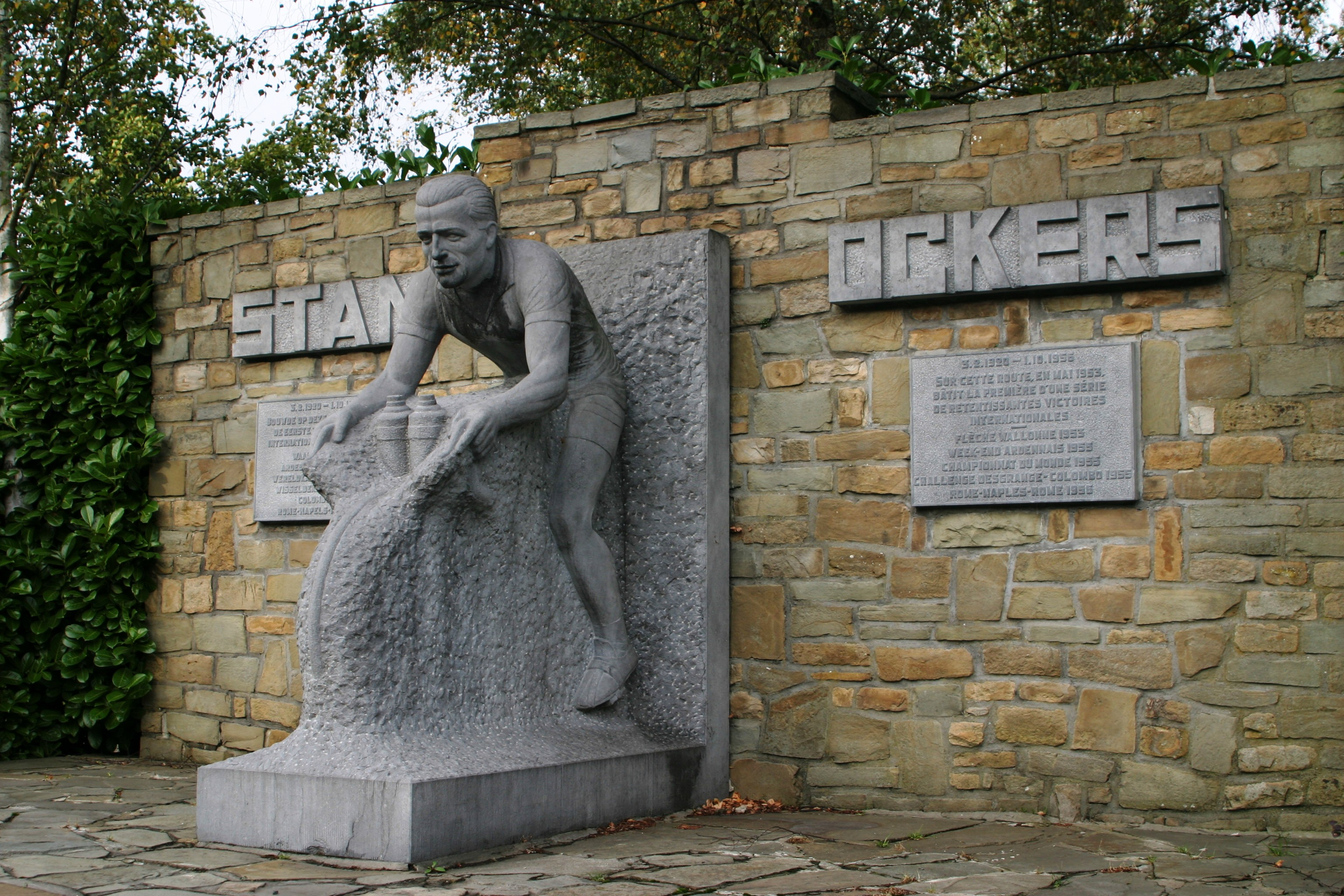
El monument en honor de Stan Ockers a La Roche-en-Ardenne

Stan Ockers (Borgerhout, 3 de febrer de 1920 - Anvers, 1 d'octubre de 1956), va ser un ciclista belga que fou professional entre 1941 i 1956. Durant aquests anys va guanyar 72 curses o etapes.
Va quedar segon al Tour de França de 1950 i 1952 i va guanyar la Classificació de la Regularitat de les edicions de 1955 i 1956. El 1955 va guanyar les dues clàssiques de les Ardenes: la Fletxa Valona i la Lieja-Bastogne-Lieja. En aquells anys les dues curses se celebraven de manera consecutiva, prenent el nom de Weekend Ardennais, cap de setmana de les Ardenes. El 1955 també va guanyar el Campionat del Món en la prova en línia, a Valkenburg.
Stan Ockers va morir com a conseqüència d'una caiguda, en pista, durant la celebració dels Sis dies d'Anvers, el 1956. El 4 de maig de 1957 fou erigit un momument en honor seu a Gomzé-Andoumont, un poble del municipi d'Sprimont a Valònia. Va ser esculpit en petit granit per Louis Van Cutsem.

## Palmarès
- 1941
  - Campió Provincial de les Ardenes
  - 1r al Grote Scheldeprijs
- 1946
  - Campió Provincial de les Ardenes
  - 1r de la Brussel·les-Saint-Trond
  - 1r al Grote Scheldeprijs
  - 1r del Premi d'Heist-op-den-Berg
- 1947
  - Campió de Bèlgica per equips
- 1948
  - 1r a la Volta a Bèlgica
- 1950
  - Vencedor d'una etapa al Tour de França
- 1951
  - 1r dels Sis dies de Brussel·les (amb Rik Van Steenbergen)
- 1952
  - Vencedor d'una etapa a la Volta a l'Argentina
- 1953
  - 1r de la Fletxa Valona
- 1954
  - 1r a la Copa Sels
  - Vencedor d'una etapa al Tour de França
  - 1r dels Sis dies de Gant (amb Rik Van Steenbergen)
- 1955
  -  Campió del Món de ciclisme en ruta
  - Campió de la Challenge Desgrange-Colombo
  - Campió de Bèlgica de cursa americana, amb Rik van Steenbergen
  -  1r de la classificació per punts al Tour de França
  - 1r de la Lieja-Bastogne-Lieja
  - 1r de la Fletxa Valona[2]
  - 1r del "Weekend Ardennais"[2]
  - 1r dels Sis dies d'Anvers (amb Rik Van Steenbergen)
- 1956
  -  1r de la classificació per punts al Tour de França i vencedor d'una etapa
  - 1r al Gran Premio Ciclomotoristico i vencedor de 5 etapes
  - 1r dels Sis dies d'Anvers (amb Jean Roth i Reginald Arnold)

### Resultats al Tour de França
- 1948. 11è de la classificació general
- 1949. 7è de la classificació general
- 1950. 2n de la classificació general i vencedor d'una etapa
- 1951. 5è de la classificació general
- 1952. 2n de la classificació general
- 1954. 6è de la classificació general i vencedor d'una etapa
- 1955. 8è de la classificació general i  1r de la classificació per punts
- 1956. 8è de la classificació general, vencedor d'una etapa i  1r de la classificació per punts

### Resultats al Giro d'Itàlia
- 1952. 2n de la classificació general
- 1953. 6è de la classificació general